# Pallium

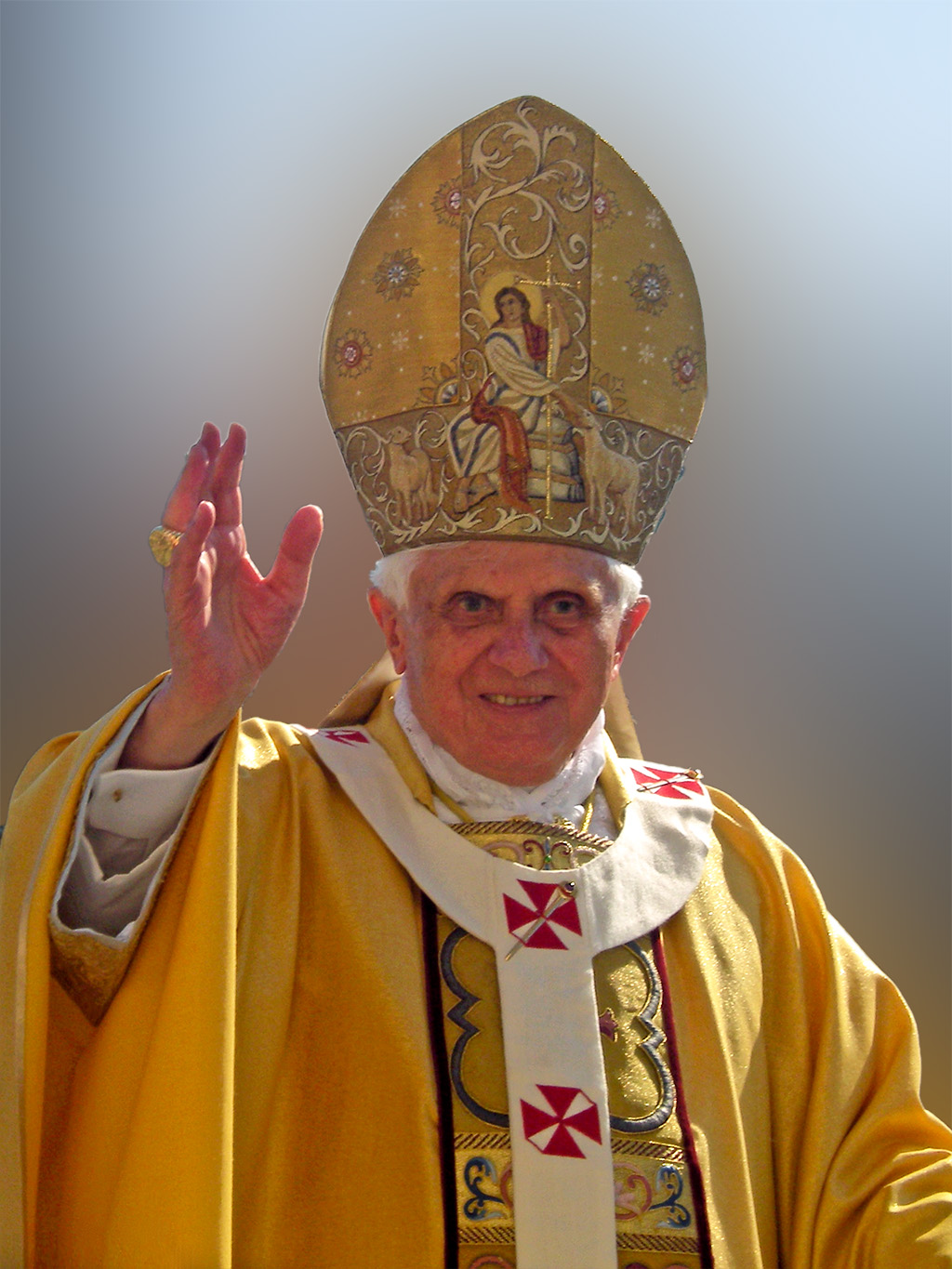
Papa Benedict al XVI-lea cu pállium peste celelalte odăjdii (2013)

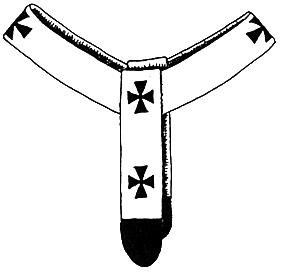
Pallium

Palliumul (accentuat pe á, din latină pallium) este o bandă de lână albă cu cruci roșii sau negre, țesătură purtată de arhiepiscopii catolici peste celelalte veșminte liturgice. Palliumul este semnul distinctiv purtat de papă și de ceilalți arhiepiscopi aflați în comuniune cu el. Echivalentul palliumului este omoforul  bizantin.

## Descriere
Paliumul este o bandă de lână albă, ornată cu cinci sau șase cruci brodate cu mătase, ale cărei extremități cad pe piept și pe spate. Este confecționat din lâna mieilor binecuvântați în sărbătoarea Sfintei Agnesa (Mioara), la 21 ianuarie.

## Istorie
Istoric, primul pallium a fost creat în secolul al VI-lea, de papa Grigore I cel Mare, care i l-a dat lui Augustin de Canterbury, misionar în Anglia. De aici s-a obișnuit ca papa să dea palliumul episcopilor, ca semn de comuniune între ei. Din secolul al XII-lea palliumul a fost acordat doar arhiepiscopilor.

## Utilizare
În fiecare an de Sărbătoarea Sfinților Petru și Pavel (29 iunie) papa acordă palliumul  noilor arhiepiscopi. 

## Limitarea utilizării
Prin Scrisoarea Apostolică "De Sacri Pallii", din 1978, papa Paul al VI-lea limita utilizarea palliumului la papă și arhiepiscopii mitropoliți. În 1984 papa Ioan Paul al II-lea a decretat ca paliumul sacru să fie acordat arhiepiscopilor mitropoliți la 29 iunie, Solemnitatea Sfinților Apostoli Petru și Paul. Arhiepiscopii poartă paliumul deasupra celorlalte veșminte liturgice, și numai în propria arhidieceză, în zilele și ocaziile specificate în cărțile liturgice.